# FK Ameri
FK Ameri of FC Ameri (Georgisch: ფეხბურთის კლუბი "ამერი") was een Georgische voetbalclub uit de hoofdstad Tbilisi.
De club werd in 2002 opgericht en promoveerde een jaar later naar de 2e klasse, daar werd de club 12e op 16 en zou degraderen maar werd gered door de terugtrekking van 2 teams. In 2005 werd de club echter kampioen en won zo de promotie naar de hoogste klasse.
In het eerste seizoen in de Oemghalesi Liga werd FK Ameri 7e op 16 clubs en won ook de beker. Voor het seizoen 2008/2009 trok het zich terug voor Oemghalesi Liga om financiële redenen. Het speelde dat seizoen in de Erovnuli Liga 2. In 2009 werd de club opgeheven.

## Erelijst
- Georgische voetbalbeker
  - 2006, 2007
- Georgische supercup
  - 2006, 2007

## Eindklasseringen (grafiek) 2004-2009
| 12 |

| 1 |

| 7 |

| 4 |

| 5 |

| 1 |

| Erovnuli Liga |

| Erovnuli Liga 2 |

| Erovnuli Liga |

| Erovnuli Liga 2 |

## Ameri in Europa
#Q = #kwalificatieronde, T/U = Thuis/Uit, W = Wedstrijd, PUC = punten UEFA-coëfficiënten .
Uitslagen vanuit gezichtspunt FK Ameri
| Seizoen | Competitie | Ronde | Land               | Club            | Totaalscore  | 1e W    | 2e W    | PUC |
| ------- | ---------- | ----- | ------------------ | --------------- | ------------ | ------- | ------- | --- |
| 2006/07 | UEFA Cup   | 1Q    | Vlag van Armenië   | Banants Jerevan | 2-2 u        | 0-1 (T) | 2-1 (T) | 1.5 |
|         |            | 2Q    | Vlag van Duitsland | Hertha BSC      | 2-3          | 0-1 (U) | 2-2 (T) | 1.5 |
| 2007/08 | UEFA Cup   | 1Q    | Vlag van Polen     | GKS Bełchatów   | 2-2 (2-4 ns) | 0-2 (U) | 2-0 (T) | 1.0 |

Totaal aantal punten voor UEFA-coëfficiënten: 2.5